# Vadakarai Keezhpadugai
Vadakarai Keezhpadugai (ook wel gespeld als Vadakarai Kilpidagai) is een panchayatdorp in het district Tenkasi van de Indiase staat Tamil Nadu. 

## Demografie
Volgens de Indiase volkstelling van 2001 wonen er 17.317 mensen in Vadakarai Keezhpadugai, waarvan 50% mannelijk en 50% vrouwelijk is. De plaats heeft een alfabetiseringsgraad van 65%.